# Larsia reissi
Larsia reissi är en tvåvingeart som beskrevs av James E. Sublette och Sasa 1994. Larsia reissi ingår i släktet Larsia och familjen fjädermyggor.
Artens utbredningsområde är Guatemala. Inga underarter finns listade i Catalogue of Life.